# Abacena santucca
Abacena santucca är en fjärilsart som beskrevs av William Schaus 1916. Abacena santucca ingår i släktet Abacena och familjen nattflyn. Inga underarter finns listade i Catalogue of Life.